# Bakteriolytikum
Ein Bakteriolytikum (auch bakteriolytische Agentien) bezeichnet Stoffe, die den Tod einer Bakterienzelle durch Lyse vermitteln. Bakteriolytika gehören zu den Bakteriziden.

## Eigenschaften
Die Lyse kann z. B. durch eine Auflösung der Zellwand oder durch Hemmung der Zellwandsynthese herbeigeführt werden. Antibiotika, die die Zellwandsynthese hemmen, wie Penicillin, und Chemikalien, die die zytoplasmatische Membran von Bakterien zerstören, werden unter dem Begriff bakteriolytisch zusammengefasst. Manche Bakteriocine und Bakteriophagen sind bakteriolytisch. Die von Tieren produzierten Proteine Lysozym und der Membranangriffskomplex dienen der Abwehr von bakteriellen Pathogenen durch Perforation der Zellwand.